# Branko Bošković
Branko Bošković (Bačka Topola, Sérvia, 21 de junho de 1980) é um futebolista montenegrino.

## Carreira
Começou sua carreira no FK Mogren em 1996. Teve passagens na Estrela Vermelha de Belgrado, Paris Saint-Germain e Troyes. Em 2007 passou a atuar pelo SK Rapid Viena.
Em 2010 foi contratado pelo D.C. United. No final de 2012 foi dispensado.

## Títulos
- Campeonato Austríaco (1): 2008